# Dornier Do 128
Dimensions
Le Dornier Do 128 Skyservant est un avion civil allemand. 
Il est la continuation, sous une nouvelle appellation, du développement du Dornier Do 28D (1966) et apparaît en 1980. Deux variantes ont été produites sous le nom Do 128-2 et Do 128-6. Les deux modèles emportent 10 passagers, la principale différence résidant dans la motorisation, le Do 128-2 ayant deux moteurs à pistons Avco Lycoming IGSO-540 et le Do 128-6, deux turbopropulseurs Pratt & Whitney Canada PT6A-110.
Le Do 128-6 a fait son premier vol le 4 mars 1980. Il diffère très peu du Do 128-2 : le train d'atterrissage a été renforcé, tout comme la structure de support du moteur. Seulement six appareils ont été construits.